# Montenegro ved vinter-OL 2022
Montenegros deltagelse ved vinter-OL 2022 i Beijing, Kina i perioden 4. – 20. februar 2022.

## Deltagere
Følgende er listen over disciplinerne, som repræsenterede deltagere optræder i.
| Sport         | Mænd | Kvinder | Total |
| ------------- | ---- | ------- | ----- |
| Alpint skiløb | 1    | 1       | 2     |
| Langrend      | 1    | 0       | 1     |
| Total         | 2    | 1       | 3     |

## Medaljer
| 2022 Beijing | Guld | Sølv | Bronze | Total |
| Montenegro   | -    | -    | -      | -     |

### Medaljevindere
| Puerto Rico under vinter-OL 2022 i Beijing | Puerto Rico under vinter-OL 2022 i Beijing | Puerto Rico under vinter-OL 2022 i Beijing | Puerto Rico under vinter-OL 2022 i Beijing | Puerto Rico under vinter-OL 2022 i Beijing |
| Medalje                                    | Navn                                       | Sport                                      | Event                                      | Dato                                       |
| ------------------------------------------ | ------------------------------------------ | ------------------------------------------ | ------------------------------------------ | ------------------------------------------ |
| Guld                                       | -                                          | -                                          | -                                          | -                                          |
| Sølv                                       | -                                          | -                                          | -                                          | -                                          |
| Bronze                                     | -                                          | -                                          | -                                          | -                                          |